# Jimmy Eat World
Jimmy Eat World es una banda estadounidense de rock alternativo formada en febrero de 1994 en Mesa, Arizona. Ha estado compuesta, prácticamente desde sus inicios, por Jim Adkins como cantante y primer guitarrista; Tom Linton como segundo guitarrista y cantante; Rick Burch en el bajo y Zach Lind en la batería.
La banda ha lanzado un total de siete álbumes de estudio desde su formación en 1994. Jimmy Eat World lanzó una maqueta casete seguida de su primer EP, llamado One, Two, Three, Four, en 1994. Su álbum debut fue el autotitulado Jimmy Eat World, también en 1994, y con el guitarrista Linton acompañando a Adkins en las voces de las canciones e incluso cantando la mayoría de los temas del álbum. La banda firmó en 1995 con Capitol Records, que lanzó su segundo y tercer álbum: en 1996 lanzaron Static Prevails, que incluía su primer sencillo y videoclip "Rockstar"; y en 1999 apareció Clarity, el álbum más maduro de la banda y el último que lanzaron con Capitol.
El éxito internacional de Jimmy Eat World llegó en 2001 con el lanzamiento de su cuarto álbum, Bleed American, el primero tras firmar con DreamWorks Records. El álbum logró colocar sus cuatro sencillos dentro del top 20 de las listas del Billboard estadounidense con "The Middle", "Bleed American", "Sweetness" y "A Praise Chorus". La banda lanzó en 2004 Futures, y Chase This Light en 2007, ambos mediante Interscope. Invented, fue lanzado el 28 de septiembre de 2010. Más tarde su álbum, Damage, fue lanzado el 10 de junio del 2013, Integrity Blues fue lanzado el 21 de octubre de 2016. Y recientemente lanzó su décimo álbum titulado Surviving el 18 de octubre de 2019.

## Historia
En el momento de su fundación, Jimmy Eat World lo formaron por primera vez Jim Adkins, Zach Lind, Tom Linton y Mitch Porter. Adkins y Lind se conocieron mientras estudiaban en Mountain View High School y comenzaron a tocar en bandas locales. A través de ellas conocieron a Linton y Porter y decidieron formar un nuevo grupo musical.
El nombre de la banda no hace referencia a Jim Adkins, sino a uno de los hermanos de Tom Linton. Este y sus hermanos menores, Jim y Ed, estaban siempre peleándose cuando eran pequeños. Jim, que era alto y fuerte, siempre solía ganar, pero en un acto de venganza Ed entró en la habitación de Jim, cerró la puerta y dibujó en su pared a Jimmy comiéndose el mundo.

### Comienzos
La banda se formó en febrero de 1994 en Mesa, Arizona, poco después del éxito musical originado en Seattle y de las apariciones de grupos indie y alternativos como Fugazi o Sunny Day Real Estate. Su sonido original era agresivo, influenciados por bandas punk rock como Rocket from the Crypt, los propios Fugazi, Agent Orange, Gang Green o The Cars; los primeros álbumes de Def Leppard; The Jesus and Mary Chain y The Velvet Underground.
La primera de sus grabaciones fue el 7" One, Two, Three, Four para la discográfica local Wooden Blue Records y que constaba de cuatro canciones. También en 1994, la banda lanzó 2000 copias de su primer álbum, autotitulado Jimmy Eat World, nuevamente mediante Wooden Blue Records. En 1995 conocieron al productor Mark Trombino. En ese mismo año el bajista Mitch Porter dejó la banda por motivos religiosos y fue sustituido por Rick Burch, amigo de Linton, que participó en el 7" autofinanciado J.E.W. y producido por Trombino, que incluía "Opener" y "77 Satellites". En ese momento la banda recibió una oferta de Capitol Records, que les proponía "un estudio de verdad en Los Ángeles, poder hacer buenos discos y disponer de presupuesto para trabajar e ir de gira". Los miembros de Jimmy Eat World aceptaron inmediatamente el contrato aunque no se consideraron realmente aptos para dar ese paso y lanzaron Static Prevails el 23 de junio de 1996 sin demasiadas esperanzas. Su álbum debut en una multinacional no fue un éxito comercial, pero sí gozó de cierta atención por parte de las radios universitarias.
Tras el lanzamiento de Static Prevails, la banda lanzó tres splits hasta 1999, en los que compartió álbum con la banda de ska Less Than Jake en 1996, Sense Field y Mineral en 1997; y Jejune en 1998. Previamente al lanzamiento de Static Prevails, Jimmy Eat World ya había lanzado otros tres splits. El primero fue con una banda de Los Ángeles, Emery, en 1995. Un año después, en 1996, lanzaron un nuevo trabajo con la banda de Houston, Texas, Blueprint y que contaba con dos canciones exclusivas. En 1995 lanzaron, lo que según la banda es, uno de sus lanzamientos más preciados junto a la banda de emo Christie Front Drive.

### Clarity, ruptura con la discográfica y gira europea
La banda comenzó las sesiones de grabación de Clarity, su tercer álbum de estudio, a finales de 1998 junto al productor Mark Trombino, que ya había trabajado con el grupo de Arizona en Static Prevails y en varios de los splits posteriores a este álbum. El proceso de grabación necesitó de un total de cincuenta días entre los estudios californianos de Sound City, Van Nuys, y Clear Lake Audio, en North Hollywood. En este último fue donde se realizaron las partes de batería, bajo, guitarras y el proceso de overdub. Finalmente, Capitol lanzó Clarity el 23 de febrero de 1999.

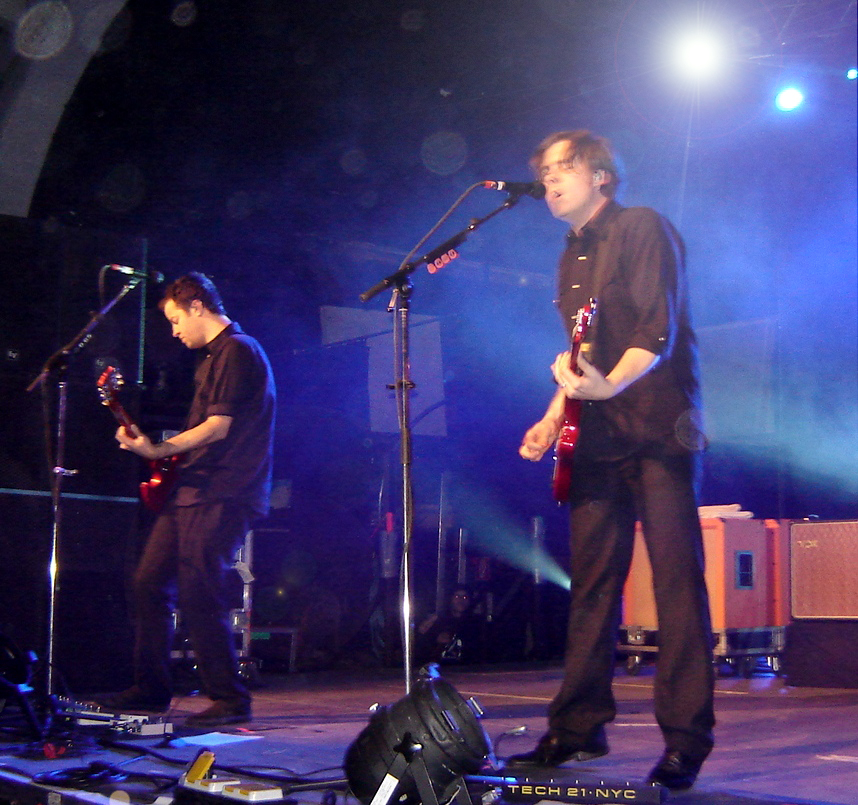
Tom Linton (izqda.) y Jim Adkins (dcha.) fueron los vocalistas principales de Jimmy Eat World hasta Clarity (1999), cuando Adkins se convirtió en el único cantante.

El álbum tuvo más éxito comercial que su predecesor y sólo en la primera semana en el mercado, Clarity logró la mitad de ventas del total que consiguió Static Prevails. Especial éxito cosechó el primer sencillo del álbum, "Lucky Denver Mint", que tuvo una gran presencia en emisoras de radio universitarias e, incluso, en la influyente KROQ de Los Ángeles. El sencillo también apareció en la película Never Been Kissed de Drew Barrymore. Clarity consiguió un gran éxito entre la crítica especializada y supuso el paso definitivo de la banda hacia el género emo. Por otra parte, Clarity situó a Adkins como cantante y compositor principal, papeles que anteriormente habían recaído en Linton, que se encargaba ahora de los coros y, ocasionalmente, cantante principal como en "Blister". Tanto la música como las letras de Clarity difieren de su anterior trabajo, ya que para este álbum se añadieron nuevos instrumentos y la composición lírica fue más personal y compleja, convirtiendo a Clarity en uno de los álbumes mejor valorados por la crítica y sus seguidores, así como uno de los álbumes fundamentales del género emo.
Sin embargo, las discrepancias entre la banda y Capitol se hicieron cada vez más patentes. El 18 de marzo de 1999, apenas un mes después del lanzamiento, Linton aseguró que nadie en el seno de la banda confiaba en volver a grabar más con el sello discográfico: "Firmamos para seis álbumes [Clarity era el segundo], pero a menos que vendamos una burrada de este disco, que no lo creemos, probablemente nos echarán. Pero no nos importa". En ese momento se produjo una reorganización en el sello discográfico; la salida del presidente Gary Gersh —quien firmó a Jimmy Eat World— provocó un nuevo rumbo en Capitol que finalizó con la rescisión del contrato. Adkins reconoció que "durante dos años, no hemos tenido el apoyo de una discográfica, ni una canción en la radio, ni siquiera un contrato, pero hemos tocado todas las noches delante de seiscientas personas".
Tras salir de Capitol, la banda invirtió el dinero que disponía en adquirir sus propios álbumes al distribuidor y lanzarlos de manera independiente en Europa, pues Capitol no había comercializado allí Clarity. En agosto de 1999, la banda se autofinanció su primera gira europea de cinco semanas. Al año siguiente, en 2000, Jimmy Eat World regresó a Europa, donde su fama había aumentado considerablemente, para tocar en los festivales alemanes Visare y Pop Komm. Esta doble cita europea coincidió con el buen momento de forma que estaba disfrutando Clarity en las listas alemanas. También en 2000, Jimmy Eat World lanzó su recopilatorio Singles, a través del sello independiente Big Wheel Recreation, y un split con Jebediah.
El 24 de febrero de 2009, Jimmy Eat World celebró el décimo aniversario de Clarity con un concierto en la sala Terminal 5 de Nueva York ante 3000 seguidores. El concierto, cuyo listado de canciones siguió rigurosamente el original del álbum, fue comercializado también en CD con el título de Clarity Live y fue autofinanciado por la banda.

### Bleed American
Pese a encontrarse sin discográfica, Jimmy Eat World comenzó las sesiones de grabación en 2000 de Bleed American, cuarto álbum de estudio, junto a Trombino en Los Ángeles. La banda se autofinanció la grabación para su nuevo álbum con el dinero que habían obtenido del recopilatorio Singles, la gira promocional de ese álbum y la recaudación del split con Jebbediah. Sin embargo, el presupuesto aún distaba de ser el adecuado, por lo que Trombino, incluso, aplazó sus honorarios hasta comprobar que el álbum consiguiera el éxito esperado. Finalmente decidieron firmar por DreamWorks, que lanzó el álbum el 18 de julio de 2001.
Bleed American, cuyo título tuvo que ser cambiado por Jimmy Eat World tras los ataques terroristas del 11 de septiembre, se convirtió en un gran éxito comercial. El primer sencillo del álbum, también titulado "Bleed American" y cambiado a "Salt Sweat Sugar" por la misma razón, ya estaba en emisoras como KROQ, Live 105 de San Francisco, WHFS de Washington D. C., 91X de San Diego o WBCN de Boston incluso antes de ser lanzado como sencillo promocional del disco. Sin embargo, el gran éxito del álbum llegó con "The Middle", cuyo videoclip fue constantemente emitido en MTV, alcanzó el número uno de la lista estadounidense Modern Rock Tracks y el número cinco del Billboard Hot 100. Los siguientes sencillos del álbum, "Sweetness" y "A Praise Chorus" también alcanzaron un relativo éxito y se situaron en el top 20 de las listas estadounidenses, lo que ayudó al álbum a conseguir el disco de platino en Estados Unidos y vender 1,3 millones de copias.
El primer álbum de Jimmy Eat World con DreamWorks mostró una nueva tendencia melódica, menos intrincada que Clarity, a base de ritmos más pegadizos con destellos punk pop, rock and roll y pop. Rachel Haden, de la banda de rock alternativo That Dog, fue una de las apariciones más novedosas del álbum y actuó como corista en varias canciones. Desde su lanzamiento, el álbum se mantuvo durante siete semanas en el Billboard 200. Su éxito permitió a Jimmy Eat World marcharse de gira dos años de manera ininterrumpida promocionando Bleed American, así como una actuación en el late-night estadounidense Saturday Night Live. En abril de 2002 iniciaron la gira Pop Disaster Tour, de dos meses de duración por los Estados Unidos, junto a blink-182, Green Day y Saves the Day.
El 29 de abril de 2008 el álbum fue relanzado en formato edición de lujo con dos discos, que incluía el disco original y canciones de 2000-2001 nunca incluidas en álbumes de estudio como "No Sensitivity", "Softer", "(Splash) Turn Twist", "Last Christmas", "Firestarter" o "Game of Pricks", además de una nueva versión acústica de "Your House".

### Futures
Después de dos años de gira de Bleed American, el conjunto se tomó unos meses de descanso y, según aseguró Burch, comenzaron a trabajar en el nuevo material: "Nos llevó unos cuantos meses conseguir ideas. Pero al final logramos alrededor de treinta ideas de canciones y fuimos descartando hasta quedarnos con catorce buenas con las que trabajar". Por primera vez desde 1995 descartaron trabajar con Trombino para su nuevo álbum, Futures. Tras elaborar una lista de productores con los que desearían trabajar, finalmente se decantaron por Gil Norton (The Pixies, Echo and the Bunnymen, Foo Fighters) que viajó desde Londres para reunirse con la banda en Arizona. Las sesiones de grabación con Norton comenzaron en 2004 en varios lugares como los Cello Studios de Los Ángeles, en los estudios propiedad de Rainbow Guitars en Tucson, Arizona y en los nuevos estudios de la banda en Tempe, también en Arizona. Las canciones fueron ensayadas en Tempe, mientras que las partes de batería fueron grabadas en Los Ángeles y las de guitarra, bajo y las voces en Tucson.

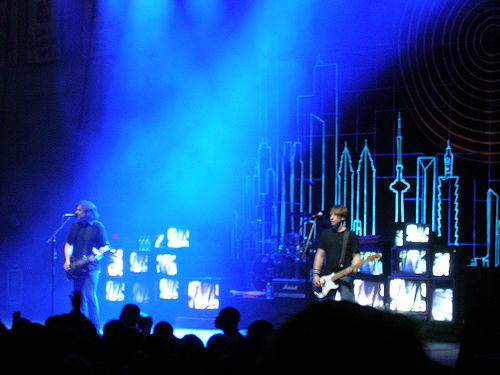
Jimmy Eat World en un concierto en el Bender Arena, Washington D. C., el 20 de abril de 2005.

Futures fue lanzado el 19 de octubre de 2004 mediante Interscope Records (que había adquirido el anterior sello en el que se encontraba el grupo, DreamWorks). Precisamente, Burch señaló que existían ciertas reticencias en el seno de la banda con respecto a su nuevo rol en Interscope, ya que "ahí están 50 Cent, U2, No Doubt y todos estos artistas, y estábamos en el mismo sello que ellos. ¿Iban [Interscope Records] a tener tiempo para nosotros?". Sin embargo, el comienzo de Futures fue bueno y entraron al número seis de las listas del Billboard. Además, su primer sencillo, "Pain", tuvo una gran presencia en las emisoras de radio y en MTV. La línea musical de Futures fue más sosegada que su predecesor, Bleed American, y se incluyeron más baladas y canciones de medio tempo. En cuanto a la lírica del álbum también fue más oscura que su anterior álbum y se atrevieron a tocar temas políticos, como el sencillo que da nombre al álbum. "Futures", como aseguró Adkins, es una canción "sobre George W. Bush. Trata sobre la insatisfacción ante cómo van las cosas y ante cómo la codicia va ganando terreno". El estribillo de la canción ("I always believed in futures/ I hope for better in November"; Siempre creí en el futuro/ Espero que vaya mejor en noviembre), como aseguró Lind, es una referencia directa a las elecciones presidenciales que tendrían lugar en noviembre de 2004.
En abril de 2005 se embarcaron en una gira estadounidense junto a Taking Back Sunday y en agosto hicieron lo propio con Green Day. En octubre de ese mismo año, la banda de Arizona lanzó el EP Stay on My Side Tonight, que consistía en cinco demos y versiones reelaboradas grabadas con Trombino. Por aquel entonces y coincidiendo con el lanzamiento del EP, Futures logró el disco de oro en los Estados Unidos.

### Chase This Light
Después de realizar aquellas giras y a finales de julio de 2006, Jimmy Eat World regresaron a sus estudios en Tempe y comenzaron a trabajar en el material para un sexto álbum. Para la producción decidieron contar con Chris Testa (Dixie Chicks) y Butch Vig (Nirvana, The Smashing Pumpkins, Sonic Youth) como productor ejecutivo. Vig no estuvo presente durante toda la grabación en estudio, sino que cada dos días recibía lo que la banda estaba grabando. Acerca de la colaboración de Vig, Rick Burch aseguró que fue "fantástico tener una opinión desde fuera". Algunas de las canciones en el álbum, titulado Chase This Light, como "Big Casino" se originaron en el proyecto paralelo de Adkins, Go Big Casino.
Chase This Light fue lanzado en los Estados Unidos el 16 de octubre de 2007 mediante Interscope Records y logró alcanzar el quinto puesto del Billboard 200 tras vender 62.000 copias en su primera semana a la venta. Del álbum fueron extraídos dos sencillos: "Big Casino" y "Always Be".
El 1 de abril de 2008 comenzaron una gira nacional junto a Paramore en la que recorrieron veinte ciudades estadounidenses. Después de la gira, Jimmy Eat World participó en el festival Bamboozle Left, donde fueron cabezas de cartel junto a, nuevamente Paramore y The All-American Rejects.

### Invented
Durante la gira de celebración del décimo aniversario de Clarity en 2009, la banda se reencontró con Trombino en San Diego. Según Adkins, en ese momento ya estaban trabajando en algunas canciones para Invented, su séptimo álbum de estudio, y creyeron que, tras nueve años de ausencia, Trombino era la persona adecuada porque, como aseguró Adkins, con él "no perdemos el tiempo explicándole dónde queremos llegar con nuestras ideas. Él ya lo sabe". Jimmy Eat World volvió a sus orígenes, ya que el álbum fue grabado íntegramente en sus propios estudios de Arizona y mandaban constantemente sus grabaciones a Trombino a California, así "mientras él trabajaba en ello nosotros nos poníamos con otras ideas y en un par de días ya recibíamos las mezclas".
En la composición, Adkins se influenció notablemente del trabajo de dos fotógrafas: Completely Untitled Film Still de Cindy Sherman y Photographs 1997-2007 de Hannah Starkey. Adkins reconoció que quedó sorprendido por aquellas creaciones y con "¿quién era ese personaje en particular y qué significaba esa gente en sus vidas? ¿Cómo acabó en esa escena? Sin embargo, "no se trataba de conseguir ideas para las canciones de Jimmy Eat World, sino de prepararme para una mentalidad de trabajo". Al igual que con Trombino, Adkins dijo sentir que necesitaba incluir voces femeninas en las canciones de Invented y para ello se eligió a Courtney Marie Andrews y Rachel Haden, que ya había trabajado nueve años antes en Bleed American.
Invented fue lanzado el 28 de septiembre de 2010 mediante Interscope Records y su primer sencillo fue "My Best Theory". El álbum fue bien recibido por la crítica especializada. Tras el lanzamiento, Jimmy Eat World anunció una gira por Estados Unidos, Europa, Japón, Australia y Nueva Zelanda que se extenderá hasta febrero de 2011.

### Damage
En otoño/invierno de 2011, Adkins anunció que la banda escribiría y grabaría para su próximo álbum. Lind declaró en una publicación de Twitter que la banda comenzará a grabar su próximo álbum a finales de agosto de 2012 y, el 5 de septiembre de 2012, otra publicación de Twitter indicó que la grabación para el octavo álbum de estudio con el ingeniero/productor Alain Johannes había comenzado.
El 5 de octubre de 2012, Jimmy Eat World publicó en Twitter que la banda había completado la grabación de su octavo álbum y que la grabación se estaba mezclando en ese momento; el proceso de masterización comenzó después de una actualización de Twitter del 30 de noviembre de 2012 que indicaba que el proceso de mezcla se había completado. El 29 de enero de 2013, Jimmy Eat World declaró en sus perfiles de Twitter y Facebook que el octavo álbum de estudio fue "oficialmente masterizado y secuenciado". En una publicación del Twitter de Zach Lind, el baterista, reveló que, a partir del 29 de enero de 2013, la banda todavía estaba buscando un sello discográfico para el lanzamiento del octavo álbum.

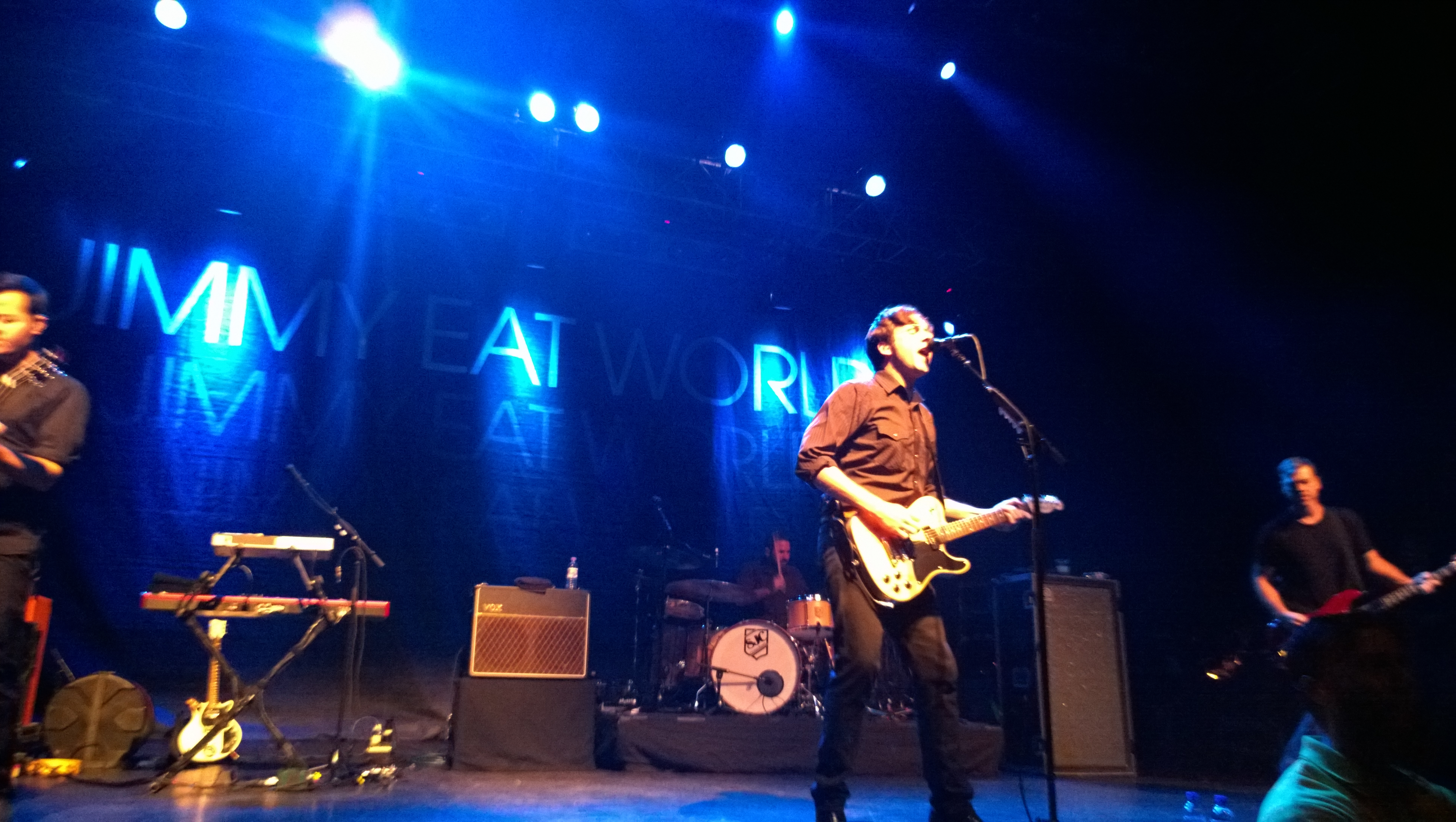
Jimmy Eat World en concierto en Londres, en 2013.

Los detalles oficiales del octavo álbum, titulado Damage, surgieron a principios de abril de 2013 y el 10 de abril de 2013, se reveló a través del sitio web de la banda un sencillo titulado "I Will Steal You Back". La pista del título "Damage" aparece en el EP Damage de 7 pulgadas junto con una versión de la canción "Stop Whispering" de Radiohead. El EP se lanzó el 20 de abril de 2013 para Record Store Day, una celebración reconocida internacionalmente en apoyo de la música y los puntos de venta minoristas independientes. Jimmy Eat World también lanzó la lista de canciones del álbum, que consta de diez canciones, y el 11 de junio de 2013, como la fecha de lanzamiento oficial. Adkins explicó en una entrevista en la revista Rolling Stone que Damage es un trabajo "bastante enérgico" que explora el tema de la ruptura de relaciones desde la perspectiva de un adulto: "Tengo 37 años y el mundo que me rodea es muy diferente a cuando estaba escribiendo canciones de ruptura en mis 20 años. Traté de reflejar eso en lo que son las letras".
El lanzamiento de Damage también significa el cese de la era independiente de Jimmy Eat World, ya que la banda firmó un contrato de grabación con el sello discográfico con sede en Toronto, Canadá, Dine Alone Records. RCA Records lanzó el octavo álbum en los Estados Unidos el 4 de abril de 2013 e internacionalmente el 11 de abril de 2013. El álbum se grabó en la casa de Johannes en Los Ángeles, California y fue mezclado por James Brown, que había trabajado anteriormente con Sound City, Nine Inch Nails y The Pains Of Being Pure At Heart.
La banda publicó un video musical de la canción "I Will Steal You Back" en su página de VEVO en YouTube el 31 de mayo de 2013.  En octubre de 2013, la banda anunció una serie de fechas de gira por Estados Unidos en diciembre de 2013 que siguieron a una gira por el Reino Unido/Europa.

### Integrity Blues(2016–presente)
A mediados de 2014, la banda anunció el "Futures 10 Year Anniversary Tour" en conmemoración del décimo aniversario del álbum de estudio Futures. Las reediciones en vinilo de Futures, Static Prevails y Clarity se publicaron antes del comienzo de la gira, que comenzó en Ventura, California. Antes de la parada de Tempe, Arizona, a finales de octubre, Adkins confirmó que el nuevo material estaba siendo compilado por la banda, pero no estaba disponible un período de tiempo de lanzamiento. Una parte de la gira de Oceanía ocurrió en noviembre de 2014.

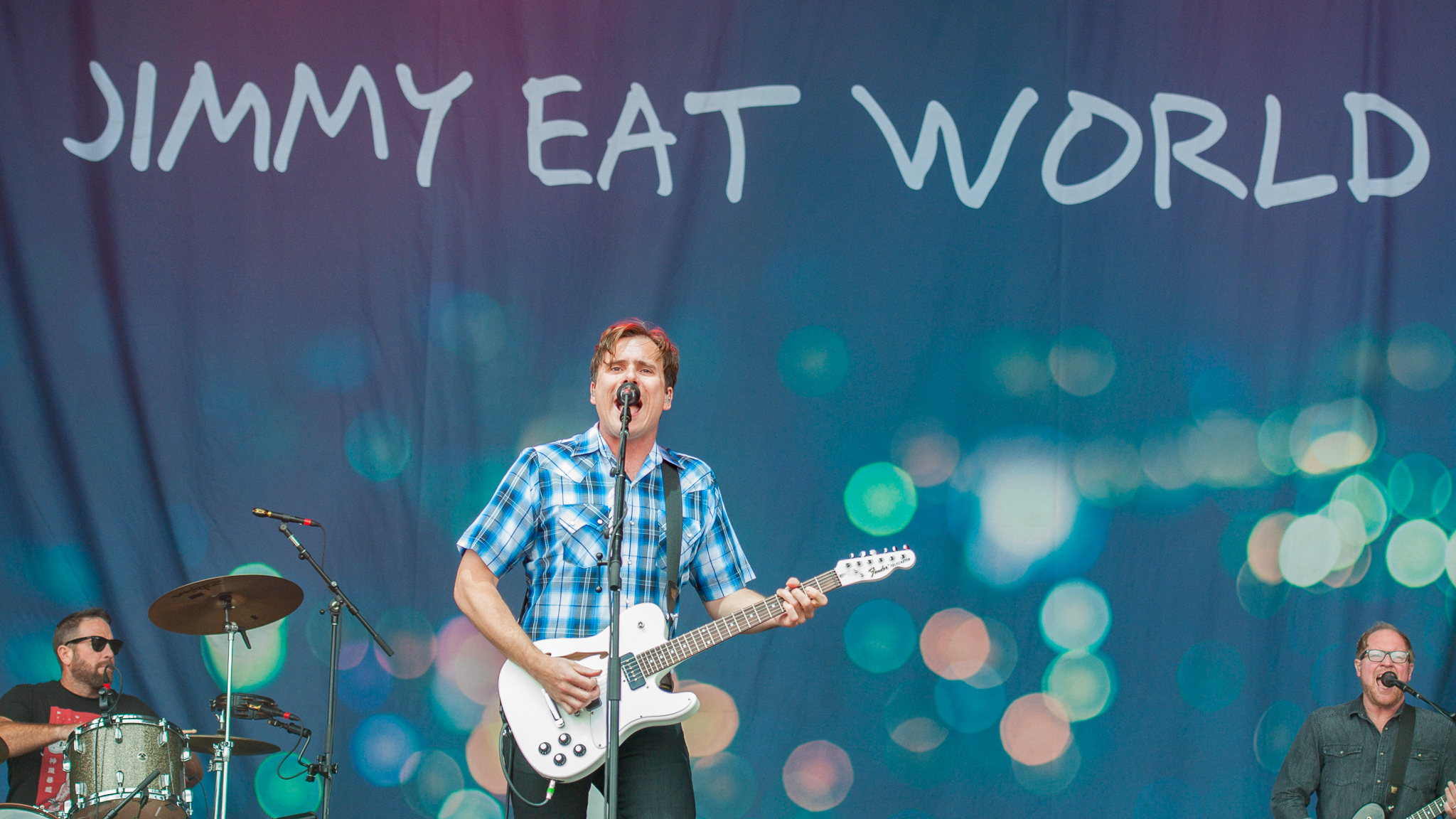
La banda durante un concierto en el festival Rock im Park 2018 en Núremberg.

En abril de 2016, Apple lanzó un anuncio para promocionar Apple Music que mostraba a Taylor Swift sincronizando los labios y bailando con "The Middle" de Jimmy Eat World. Esto causó un interés renovado importante en la banda; su canción "The Middle" se elevó al número 32 en la lista de las mejores canciones de iTunes, mientras que Pandora notó un aumento del 325% en los anuncios de las estaciones de Jimmy Eat World el primer día después de que se estrenara.
El 18 de agosto de 2016, la página de Facebook de la banda vinculó un video de 14 segundos de música instrumental a la imagen de un camino rural, con las palabras "Manténgase al tanto...", lo que sugería un próximo lanzamiento del noveno álbum de la banda. El 21 de agosto de 2016, la banda lanzó una nueva canción titulada "Get Right", disponible para descarga gratuita desde su sitio web oficial. El 30 de agosto de 2016, la banda estrenó el sencillo "Sure and Certain" en la radio y anunció un nuevo álbum, Integrity Blues, que se lanzó el 21 de octubre. La banda estuvo de gira en 2018 como parte de la "Integrity Blues Tour". Con actos de apoyo a The Hotelier y Microwave.
El 4 de mayo de 2018, la banda lanzó "Love Never / half heart", con dos nuevas canciones.

## Estilo musical
Jimmy Eat World comenzó como una banda fundamentalmente de punk rock en sus primeros trabajos como el álbum homónimo de 1994 y One, Two, Three, Four. Además lanzaron un split con la banda de ska punk Less Than Jake, aparecieron en recopilatorios punk como Back From The Dead, Motherf*cker y compartieron cartel en el Warped Tour con blink-182 —Mark Hoppus y Tom DeLonge son amigos íntimos y seguidores confesos de la banda—.

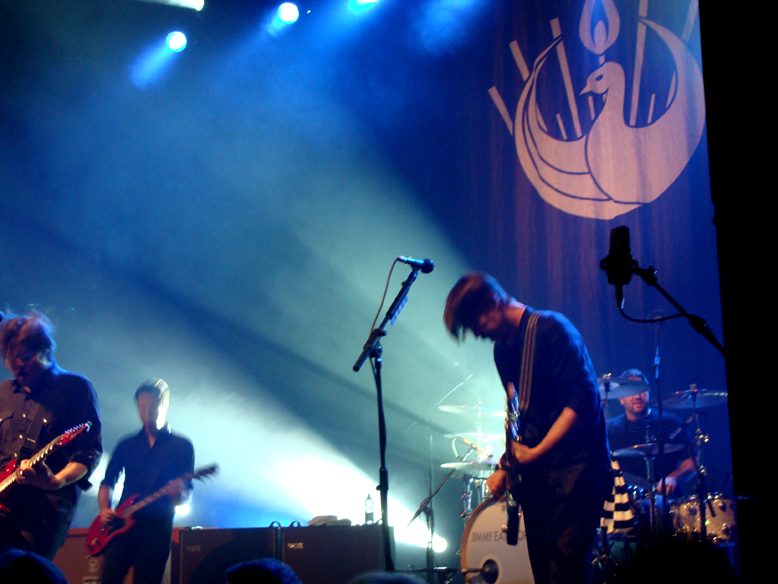
Jimmy Eat World durante un concierto en Reino Unido en febrero de 2008.

Sin embargo, y a partir del lanzamiento de Static Prevails en 1996, la banda comenzó a realizar conciertos junto a grupos como The Get Up Kids o Blueprint y publicaron splits con Mineral, Christie Front Drive o Emery, todos ellos representantes de la escena emo. Desde entonces Jimmy Eat World comenzó a ser considerada una banda de emo y su aparición en la primera entrega de la serie de recopilatorios The Emo Diaries no hizo sino confirmar la categorización. No obstante, la banda nunca ha mostrado su aprecio por esta etiqueta ya que, según el batería Zach Lind, "somos amigos de Promise Ring, Get Up Kids o de los chicos que estaban en Christie Front Drive, pero sigo insistiendo en que no somos una banda emo". Lind reconoció, también, que su aparición en el recopilatorio The Emo Diaries no benefició especialmente, y en su opinión, al grupo: "En cuanto a esa recopilación, si la gente de Deep Elm Records nos hubiese dicho que el recopilatorio iba a llamarse así, seguramente les hubiésemos dicho que se jodiesen, pero nadie nos lo mencionó hasta que nos enviaron el disco acabado". Adkins, por su parte, manifestó que "de alguna forma venimos de la escena emo, aunque creo que a mucha gente le gusta el rock and roll en general y eso es lo que hacemos grupos como nosotros o Promise Ring". Rick Burch fue más allá del etiquetaje al grupo y criticó el término que se acuñó como "emo" en una entrevista en 2007: "Es totalmente injusto considerar un género como música 'emotiva' porque, ¿qué pasa, que toda la música no es emotiva? Creo que es alguna tontería que se inventó algún periodista para hacer un eslogan que describiera algo que ni ellos entienden completamente".
Con la publicación en 2001 de Bleed American, el estilo de la banda se volvió más directo, lo que le sirvió para confirmar su estrellato a nivel internacional y lograr un álbum más accesible al público, especialmente tras el aclamado Clarity, que logró el reconocimiento general de la escena alternativa. Sin embargo, Adkins reveló que no hubo un antes y un después en su sonido entre Clarity y Bleed American, ya que muchas de las canciones de este habían sido probadas durante las sesiones de Clarity. Adkins explicó que en ese momento querían "que los temas fuesen más simples, que no tuviesen ese tono triste que tenían antes, queríamos hacer canciones directas y que fuesen al grano".
Desde Clarity, la crítica ha coincidido en que el sonido de la banda se volvió sensiblemente más directo, en algunas ocasiones orientado a la radio-fórmula con influencias más melódicas. Y esa es la línea que la banda ha seguido hasta la actualidad, con el lanzamiento en 2010 de Invented. Pese a ello, la crítica fue benévola con las revisiones de los últimos tres álbumes —Futures, Chase This Light y Invented—.

## Miembros

### Actualmente
- Jim Adkins - guitarra principal, teclados, percusión, voz , coros.
- Tom Linton - guitarra rítmica, teclados , coros, voz.
- Rick Burch - bajo, coros.
- Zach Lind - batería, percusión.

### En el pasado
- Mitch Porter - bajo (1993 - 1995)

## Discografía
- Jimmy Eat World (1994)
- Static Prevails (1996)
- Clarity (1999)
- Bleed American (2001)
- Futures (2004)
- Chase This Light (2007)
- Invented (2010)
- Damage (2013)
- Integrity Blues (2016)
- Surviving (2019)